# Paraleptosphaeroma
Paraleptosphaeroma är ett släkte av kräftdjur. Paraleptosphaeroma ingår i familjen klotkräftor.
Kladogram enligt Catalogue of Life:
| Paraleptosphaeroma | \| \| Paraleptosphaeroma brucei \| \| \| \| \| \| Paraleptosphaeroma glynni \| \| \| \| \| \| Paraleptosphaeroma indica \| \| \| \| |
|                    | \| \| Paraleptosphaeroma brucei \| \| \| \| \| \| Paraleptosphaeroma glynni \| \| \| \| \| \| Paraleptosphaeroma indica \| \| \| \| |
|                    | Paraleptosphaeroma brucei |
|                    | |
|                    | Paraleptosphaeroma glynni |
|                    | |
|                    | Paraleptosphaeroma indica |
|                    | |